# Grand Canyon (filme)
Grand Canyon (Brasil: Grand Canyon - Ansiedades de uma Geração / Portugal: Grand Canyon - O Coração da Cidade) é um filme de drama estadunidense de 1991 dirigido e co-escrito por Lawrence Kasdan. Cerca de eventos aleatórios que afetam a seleção de diversos personagens, o filme explora a corrida e abismos de classe impostos que os membros individuais da mesma comunidade. Grand Canyon foi anunciado como "The Big Chill para os anos 90", em referência a um filme anterior de Kasdan.

## Sinopse
Uma profunda amizade entre dois homens após um deles, motorista de um carro reboque (Danny Glover) chegar bem a tempo de salvar a vida de um advogado (Kevin Kline), dará origem a vários acontecimentos entre seus amigos e suas famílias por anos.

## Elenco
- Mac - Kevin Kline
- Simon - Danny Glover
- Claire - Mary McDonnell
- Davis - Steve Martin
- Dee - Mary-Louise Parker
- Jane - Alfre Woodard
- Roberto - Jeremy Sisto
- Deborah - Tina Lifford
- Otis - Patrick Malone
- The Alley Baron - Randle Mell
- Vanessa - Sarah Trigger
- Abandoned baby - Courtland Mead
- Rocstar - Shaun Baker

### Elenco adicional
- Marlee Matlin desempenha um papel sem créditos, ela é uma mãe usando a língua de sinais para se comunicar com seu filho como vários jovens estão sendo enviadas para o acampamento.
- Randle Mell, marido da vida real de Mary McDonnell, interpreta um homem sem-teto que Claire encontra enquanto faz jogging.
- Marley Shelton pode ser visto em um de seus primeiros papéis como a namorada de Roberto no acampamento.
- Diretor Lawrence Kasdan desempenha um papel sem créditos, ele é repreendido por Davis para cortar um "tiro ao dinheiro" (um close-up de sangue e miolos batendo uma janela) a partir de uma cena de ação particularmente violenta em um dos filmes de Davis.

## Recepção
O filme ganhou o Urso de Ouro de Melhor Filme no 42 º Festival Internacional de Berlim. O roteiro foi indicado para o Oscar de Melhor Roteiro Original, o Globo de Ouro e do Writers Guild of America.

## Legado
Phil Collins na canção de 1993 Both Sides of the Story do albúm Both Sides faz "referências da cena do Grand Canyon, onde o jovem assaltante diz a Simon (interpretado por Danny Glover), que ele carrega uma arma para se certificar de respeitar as pessoas (e medo) dele.